# 31087 Oirase
31087 Oirase este un asteroid din centura principală de asteroizi.

## Descriere
31087 Oirase este un asteroid din centura principală de asteroizi. A fost descoperit pe 9 ianuarie 1997 la Chichibu de Naoto Satō. Asteroidul prezintă o orbită caracterizată de o semiaxă mare de 3,01 ua, o excentricitate de 0,11 și o înclinație de 10,1° în raport cu ecliptica.